# Gradoli

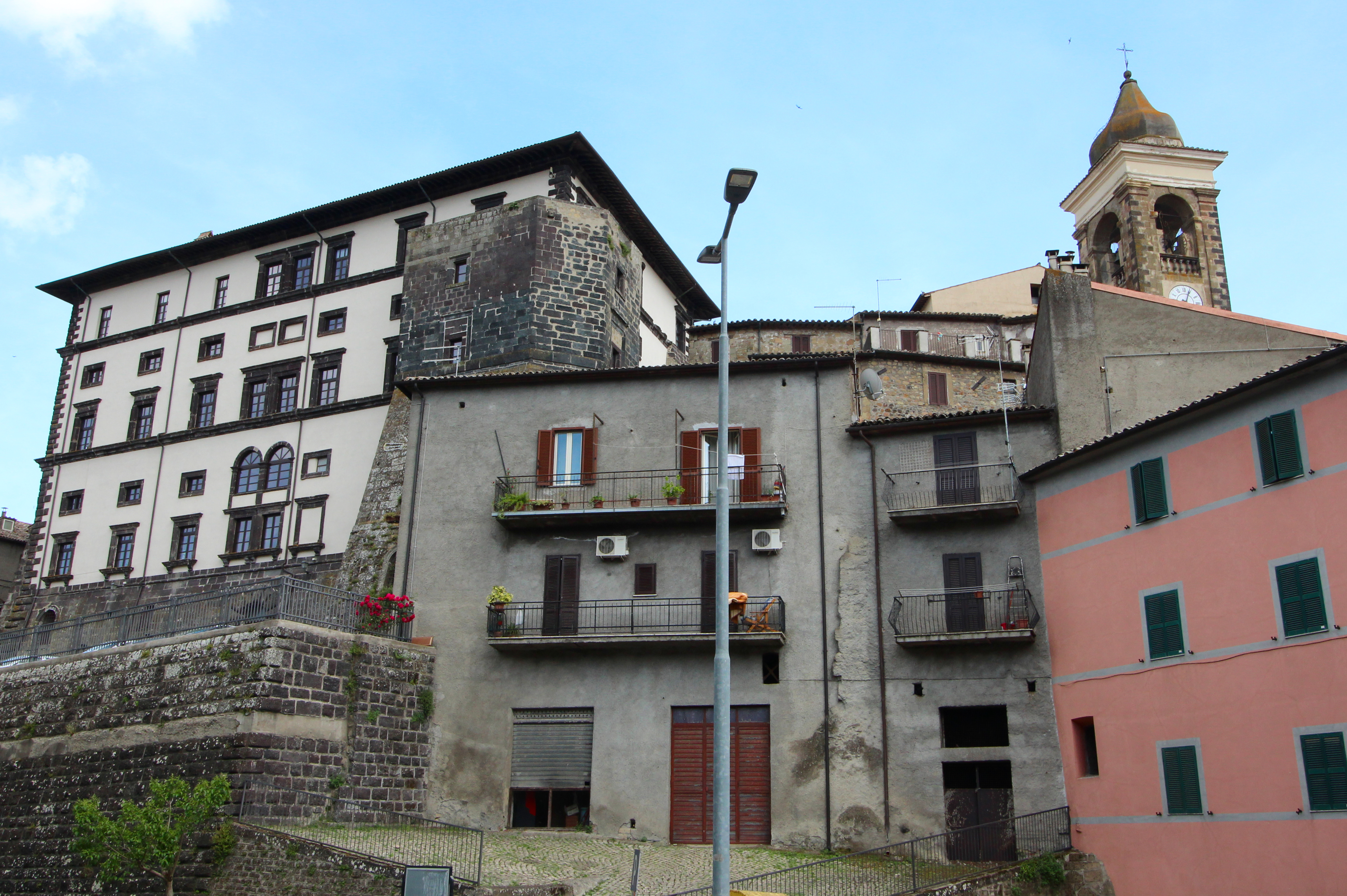
Gradoli

Gradoli ist eine Gemeinde mit 1225 Einwohnern (Stand 31. Dezember 2024) in der Provinz Viterbo in der italienischen Region Latium.

## Geographie
Gradoli liegt 120 km nordwestlich von Rom, 44 km nordwestlich von Viterbo und 12 km westlich von Bolsena. Es liegt in den Monti Volsini oberhalb des Bolsenasees.
Die Gemeinde ist Mitglied der Comunità Montana Alta Tuscia Laziale.
Die Nachbargemeinden sind Bolsena, Capodimonte, Grotte di Castro, Latera, Onano und Valentano.

### Verkehr
Gradoli liegt an der Staatsstraße SS 489, einer Nebenstraße der Via Cassia.

## Geschichte
Entstanden wohl in der späten Völkerwanderungszeit als Rückzugssiedlung vor Langobarden, Arabern und Ungarn, tritt das Castellum Gradolarum im Jahr 1114 in der Schenkung der Mathilde von Canossa in Erscheinung, mit der diese ihren Landbesitz den Päpsten übereignete. Nach verschiedenen Besitzerwechseln, darunter auch die Stadt Orvieto, unterstellte Kardinal Egidio Albornoz den Ort um 1360 wieder der direkten päpstlichen Herrschaft. Im Jahre 1445 ernannte Papst Eugen IV. Ranuccio V. aus der Familie Farnese zum päpstlichen Vikar für Gradoli, was Leo X. 1513 unbegrenzt ausweitete. 1537 kam der Ort zum Herzogtum Castro und diente als Sommerresidenz der Herzöge. Nach dem zweiten Castro-Krieg von 1649 wurde er wieder direkt dem Kirchenstaat eingegliedert, bis dieser im Herbst 1870 im Königreich Italien aufging. Das Ortsbild dominieren der Palazzo Farnese und die Pfarrkirche Santa Maria Maddalena.

## Bevölkerungsentwicklung
| Jahr      | 1881 | 1901 | 1921 | 1936 | 1951 | 1971 | 1991 | 2001 | 2011 |
| Einwohner | 1832 | 2048 | 2096 | 2303 | 2358 | 1849 | 1548 | 1496 | 1479 |

Quelle ISTAT

## Politik
Attilio Mancini (Lista Civica: Insieme Per Il Futuro) wurde am 26. Mai 2019 zum neuen Bürgermeister gewählt.

## Sehenswürdigkeiten

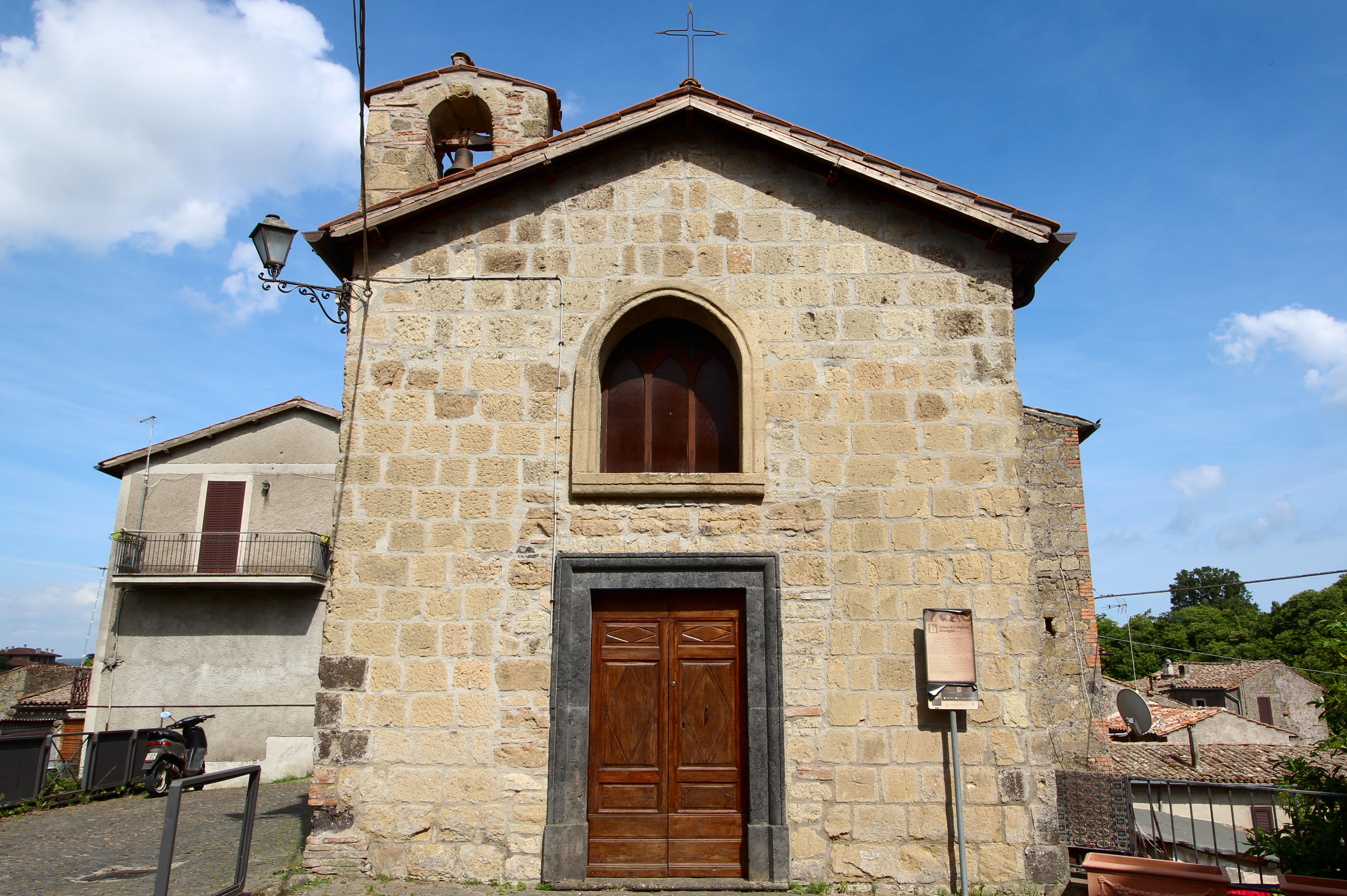
San Michele Arcangelo im Ortskern

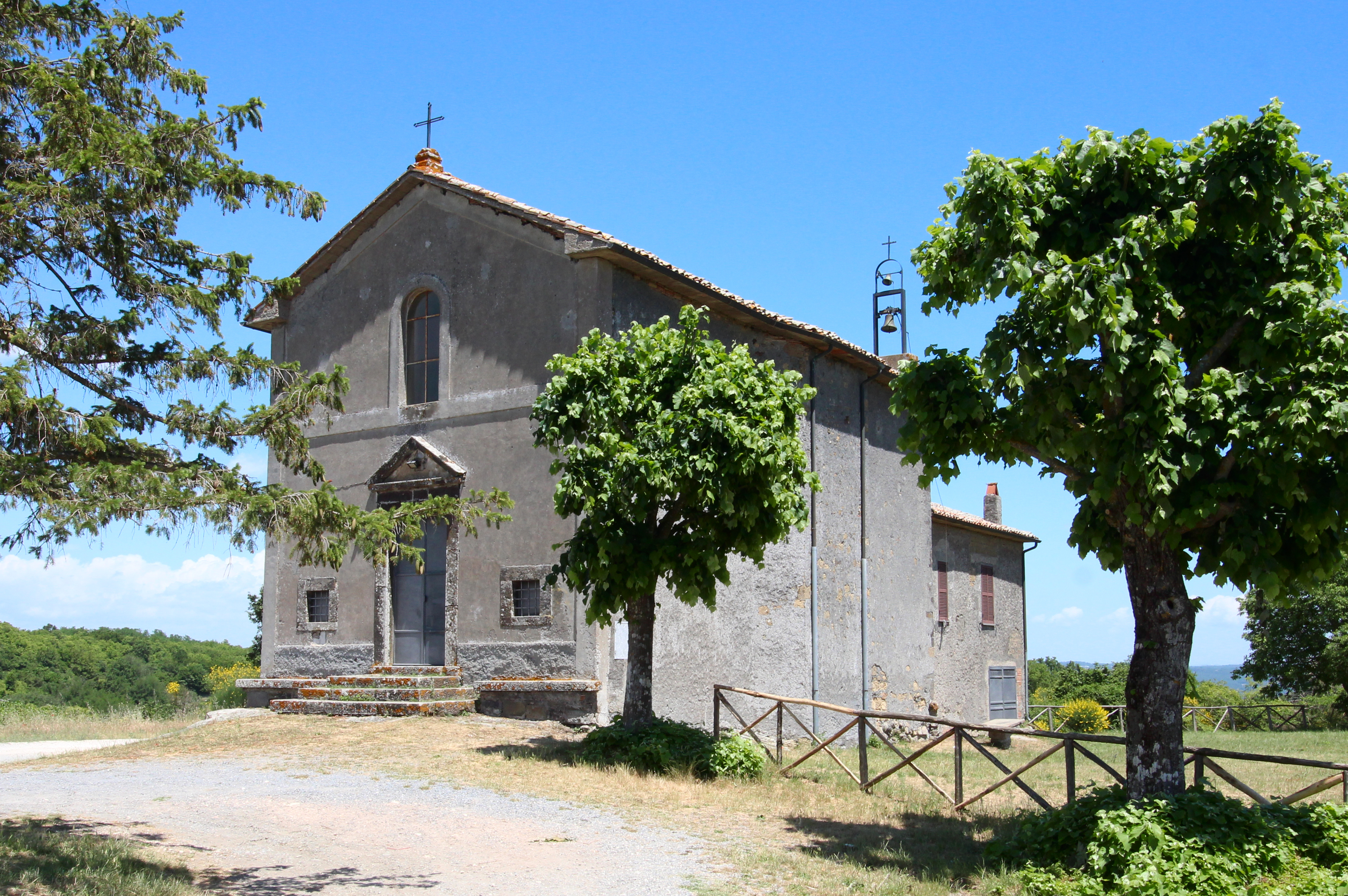
San Vittore außerhalb des Ortes

- Palazzo Farnese, erbaut an der Stelle einer Vorgängerburg von 1515 bis 1534 durch Antonio da Sangallo, den Hofarchitekten der Farnese im Auftrag von Kardinal Alessandro Farnese, seit 1534 Papst Paul III. Nach 1649 wurde er als Kloster benutzt, ging 1874 in Staatsbesitz über, um schon 1878 in Privathand zu gelangen; Papst Benedikt XV. schenkte den von ihm zurückgekauften Palast 1922 der Gemeinde Gradoli. Im Jahre 1997 wurde eine umfassende Renovierung weitgehend abgeschlossen. Außen bestimmt durch große Bastionsmauern an drei Ecken in Gestalt von Turmanbauten, erhebt sich das Gebäude mit seiner Hauptfassade von sieben Achsen und dem Unter- und drei hohen Obergeschossen; die Rückfassade ist ähnlich gestaltet. Im Inneren sind drei Treppenanlagen vorhanden, die in die Repräsentationsgeschosse führen: Im ersten ist die Sala Ducale mit manieristischen Wandfresken im Groteskenstil und einem Kamin versehen. Im zweiten Stockwerk sind weitere Repräsentationsräume mit Fresken mythologischen Inhalts verziert; in ihnen ist das Museo del Costume Farnesiano untergebracht, das Kostüme des 16. Jahrhunderts in Nachbildungen ausstellt.
- Kollegiatkirche S. Maria Maddalena links des Palazzo Farnese als Neubau mit Barockfassade nach Brand der mittelalterlichen Vorgängerkirche, am 25. April 1705 durch Kardinal Marcantonio Barbarigo geweiht. Dreischiffiger Innenraum mit sechs Seitenkapellen und Hochaltar mit Madonnenstatue. In der ersten linken Kapelle Taufstein der Renaissance von Isaia da Pisa, im Kirchenmuseum Freskenzyklus mit Szenen der Passion Christi.
- Kapelle San Michele Arcangelo mit Fresko der Kreuzigung, begleitet von Maria und Johannes dem Evangelisten.
- Landkirche San Vittore im Südwesten außerhalb Gradolis mit Gemälde der Madonna della Vittoria.
- Landkirche San Magno östlich des Ortes nahe dem Bolsenasee aus der Frührenaissance, einst im Besitz des Malteserordens, mit großem Portal und Wappen sowie drei Altären im Inneren. Nahe der Kirche Ausgrabungsgelände einer römischen Landvilla.
- Zwei Brunnen auf dem Platz vor dem westlichen Tor zum Ortszentrum und auf dem Hauptplatz vor dem Palazzo Farnese.

## Kulinarische Spezialitäten
In Gradoli und den angrenzenden Gemeinden wird der rote Dessertwein Aleatico di Gradoli in drei Sorten angebaut. Eine Spezialität ist auch die Grappa di Aleatico di Gradoli. Außerdem wird ein Grechetto Bianco und Rosso produziert.

## Veranstaltungen
Im Frühjahr findet am Fastnachtsdienstag der Pranzo del Purgatorio statt, ein „Armeleuteessen“ zur Vorbereitung auf die Fastenzeit. Dem lokalen Dessertwein gilt Ende Juli/Anfang August di Sagra dell’Aleatico, ein Volksfest mit Weinverkostung, Essen und Spielen.

## Söhne und Töchter des Ortes
- Giuseppe Perugini (1759–1829), Kurienbischof
- Kardinal Domenico Ferrata (1847–1914), päpstlicher Diplomat, 1896 Kardinalpriester von Santa Prisca, im Herbst 1914 kurzzeitig bis zu seinem Tode am 10. Oktober Kardinalstaatssekretär von Papst Benedikt XV.; sein monumentales Mausoleum steht auf dem Ortsfriedhof.